# Tomaz Teixeira
Francisco Tomaz Teixeira, ou apenas Tomaz Teixeira, (Campos Sales, 24 de novembro de 1945) é um jornalista e político brasileiro que foi deputado estadual pelo Piauí.

## Dados biográficos
Filho de Francisco Tomaz de Lima e Raimunda Vaz de Lima. Jornalista e radialista, construiu uma carreira política em proximidade com Alberto Silva a quem acompanhou no PP e no PMDB. Eleito deputado estadual em 1982, ficou na segunda suplência em 1986, entretanto a nomeação de Marcelo Coelho e do suplente Francílio Almeida para compor o secretariado do governador Alberto Silva garantiu-lhe o exercício do mandato onde exerceu a liderança do governo. Reeleito em 1990, chegou à presidência estadual do PMDB sendo derrotado na eleição para deputado federal em 1994. Secretário de Programas Especiais (1995-1997) no governo Mão Santa, foi preterido na escolha do primeiro suplente de senador na chapa de Alberto Silva em 1998. Filiado ao PPB, foi candidato a prefeito de Teresina no ano 2000 e a deputado federal em 2002, porém não foi eleito. Retornou ao PMDB em 2003 e desde então mantém-se entre a política e o jornalismo.
Recebeu o título de cidadão piauiense em 1984.